# Olvid
Olvid ist eine verschlüsselte Instant-Messaging-App, die seit 2019 von dem gleichnamigen französischen Unternehmen herausgegeben wird. Eine spezielle mobile App wurde 2020 und 2021 von der französische Nationale Agentur für die Sicherheit von Informationssystemen (ANSSI) zertifiziert, und französische Behörden empfehlen ihre interne Nutzung. Die Olvid-App ist auf den Plattformen Google Play und App Store (iOS) verfügbar.
Im Jahr 2022 schlossen sich Olvid, Oodrive und Tixeo zusammen, um eine alternative französische Plattform für Online-Projektmanagement- und Kollaborationssoftware für die sensibelsten Daten von Behörden, Ministerien und Betreibern von lebenswichtigen Diensten in Frankreich (OIV) zu schaffen.

## Unternehmen
Das Unternehmen verdient sein Geld über das Lizenzmodell seiner Software und über die Anzahl der Konten seiner kostenpflichtigen Version. Es legt seine Einnahmen nicht offen, wurde jedoch zunächst durch ein von Bpifrance gewährtes Stipendium French Tech Emergence beim i-Lab-Wettbewerb in Höhe von 350 000 EUR finanziert. Anschließend investierte ein privater Investor in das Unternehmen. Im Jahr 2023 hatte das Unternehmen Olvid 15 Mitarbeiter und soll laut dem Medium L'Informé 1,75 Millionen Euro an Kapital aufgebracht haben.

## Software-Lizenzen
Der Quelltext der Olvid-Client-Programme ist frei und wird unter der AGPLv3-Lizenz vertrieben.
Der Quelltext der Olvid-Serverprogramme steht unter einer proprietären Lizenz. Olvid gibt an, dass der Server, der zur Verteilung der Nachrichten dient, bei Amazon Web Services (AWS) gehostet wird.

## Sicherheit
Olvid beansprucht eine hohe Sicherheit durch eigens entwickelte kryptografische Protokolle. Im November 2023 sind Sicherheitsexperten der Ansicht, dass die Zuverlässigkeit aufgrund der zu geringen Nutzung noch nicht gewährleistet ist.
Im Jahr 2020 wird sein Code in einem öffentlichen Bug-Bounty-Programm mit YesWeHack, geöffnet, um Sicherheitslücken aufzuspüren, die behoben werden müssen.
Die Olvid-Apps erhalten eine Sicherheitszertifizierung der ersten Stufe (CSPN) durch die Französische Nationale Agentur für die Sicherheit von Informationssystemen (ANSSI), im Jahr 2020 für die Version 0.8.2 des Clients für iOS und im Jahr 2021 für die Version 0.9.2 des Clients für Android.
Im Jahr 2021 wird die auf den Telefonen ausgeführte Client-Anwendung frei und der Quelltext der Clients für Android- und iOS-Smartphones werden auf dem GitHub-Repository von Olvid veröffentlicht.

## Nutzung
Am 22. November 2023 wird die App von 100.000 Personen genutzt. Die Apps wurden zwischen diesem Datum und dem 13. Dezember 2023 mindestens 150 000 Mal aus den App-Stores von Apple und Googles heruntergeladen.

### Nutzung durch die Behörden Frankreichs
Im Jahr 2022 gab die RAID, eine Einheit der französischen Nationalpolizei, bekannt, dass sie Olvid seit über einem Jahr nutzt, um die Kommunikation zwischen all ihren Mitgliedern zu gewährleisten und die Anonymität der Polizisten zu schützen.
Im November 2023 forderte die französische Premierministerin Élisabeth Borne formell die Einführung der Olvid- oder Tchap-Anwendung auf den Telefonen und Computern der Regierungsmitglieder und Ministerkabinette "bis spätestens 8. Dezember 2023".

## Kritik
Im Rundschreiben vom 22. November 2023, das von den Dienststellen der Premierministerin an die Ministerien gerichtet wurde, wird die Integration der Olvid-Lösung unter den Titeln Cybersicherheit und "größere technologische Souveränität" aufgeführt. Diese beiden Dimensionen waren Gegenstand von Pressekommentaren.
Zunächst wird die technische Konformität der Lösung diskutiert. Wie in den öffentlichen Spezifikationen angegeben, wird die Speicherung der Anwendungsdaten teilweise der "Cloud" auf den US-amerikanischen-Servern von Amazon Web Services anvertraut. Einerseits würde dies die Vereinbarkeit der Lösung mit "der sogenannten R9-Regel der Regierungsdoktrin "Cloud im Zentrum"" unsicher machen, die einen Richter eines Drittstaates – hier die USA über den Cloud Act – daran hindern soll, die Daten trotz ihrer Verschlüsselung zu beschlagnahmen. Andererseits wirft das Fehlen einer SecNumCloud-Qualifikation der Lösung Fragen auf, da diese Qualifikation im Rahmen von Infrastrukturen vom Typ Cloud gemäß dem von der ANSSI erarbeiteten Sicherheitsstandard erwartet wird.
Zweitens wirft die extraterritoriale Natur eines Teils der Investitionen in die Lösung Fragen auf. Laut dem Medium L'Informé soll der Investor Bruno Scherrer, der früher bei Lehman Brothers tätig war und nun in der Schweiz ansässig ist, im Jahr 2022 1,75 Millionen Euro für 16 % des Kapitals von Olvid eingesetzt haben, und zwar sowohl persönlich als auch über den Fonds Phi Square Holdings, eine Gesellschaft nach luxemburgischem Recht.

## Ähnliche Dienste
- Siehe: Liste von mobilen Instant-Messengern